# O.Z.O.R.A.
Le festival Ozora, stylisé O.Z.O.R.A., est un festival d'art et de trance psychédélique, organisé dans le village hongrois d’Ozora.

## Histoire
Le festival a eu lieu chaque année depuis 2004, dans un domaine d'Ozora, près du petit village de Dádpuszta. Le premier festival de musique moderne organisé dans Ozora s'appelait Solipse et a lieu au cours de l'éclipse solaire du 11 août 1999. Solipse n'a pas de suite jusqu'à ce que le premier Ozora Festival ait lieu en 2004.
Le festival d'Ozora est l'un des deux festivals de trance psychédélique les plus importants de Hongrie (l'autre étant le festival Solar United Natives), et l'un des plus grands festivals de trance psychédélique dans le monde. Depuis 2016, il attire chaque année près de 60 000 personnes, semblable au Boom Festival au Portugal et à Antaris Project en Allemagne, qui touche également plus de 40 000 visiteurs chaque année.
En raison de son succès, plusieurs évènements rattachés au festival Ozora ont eu lieu dans plusieurs autres pays tels que Paris en France et São Paulo au Brésil,.

## Accueil
Ozora est considéré comme l'un des « principaux festivals » dans le monde, « l'un des plus grands rassemblements de trance et de musique psychédélique au monde », et selon Trax Magazine « le principal hub de la culture psytrance en Europe ». La Dernière heure a comparé Ozora à un « Tomorrowland écologique avec l'atmosphère Peace & Love d'un Woodstock du 21e siècle ».